# The Chantels
Ne doit pas être confondu avec The Chantells.
The Chantels est un groupe de musique américain, originaire de New York, constitué de femmes noires, actif dans sa formation originelle de 1957 à 1970. Leur plus grand succès est le titre Maybe, sorti en 1958 et qui a été vendu à plus d'un million d'exemplaires et a été classé no 2 dans les charts R&B et no 15 dans les charts pop. Maybe a été repris en 1969 par Janis Joplin.

## Membres originels
- Arlene Smith
- Lois Harris
- Sonia Goring
- Rene Minus

## Discographie

### Albums
| Année | Titre                             |
| ----- | --------------------------------- |
| 1958  | We Are The Chantels               |
| 1962  | The Chantels On Tour              |
| 1962  | There's Our Song Again            |
| 1964  | The Chantels Sing Their Favorites |

### Singles
| Année | Titre                | Meilleur classement dans les charts | Meilleur classement dans les charts |
| ----- | -------------------- | ----------------------------------- | ----------------------------------- |
| Année | Titre                | US Pop                              | US R&B                              |
| 1957  | He's Gone            | 71                                  |                                     |
| 1958  | Maybe                | 15                                  | 2                                   |
| 1958  | Every Night (I Pray) | 39                                  | 16                                  |
| 1958  | I Love You So        | 42                                  | 12                                  |
| 1959  | Summer's Love        | 93                                  | 29                                  |
| 1961  | Look in My Eyes      | 14                                  | 6                                   |
| 1961  | Well I Told You      | 29                                  | —                                   |
| 1962  | Here It Comes Again  | 118                                 | —                                   |
| 1963  | Eternally            | 77                                  | —                                   |
| 1969  | Maybe                | 116                                 | —                                   |

## Source de la traduction
- (en) Cet article est partiellement ou en totalité issu de l’article de Wikipédia en anglais intitulé « Maybe (The Chantels song) » (voir la liste des auteurs).